# Фуюаньский десант
Фуюаньский десант 9 августа 1945 года — тактический речной десант, высаженный кораблями советской Амурской флотилии флотилии в ходе Маньчжурской операции Советско-японской войны.

## План операции
Расположенный на правом, южном берегу Амура выше по течению от Хабаровска, посёлок Фуюань был приготовлен для длительной обороны и по существу представлял собой крупный укреплённый узел японской Квантунской армии.
Овладение Фуюанем было первой задачей противостоящих войск 15-й советской армии (командующий генерал-лейтенант С. К. Мамонов) 2-го Дальневосточного фронта (командующий генерал армии М. А. Пуркаев) в советском плане Маньчжурской стратегической операции и её составной части — Сунгарийской фронтовой наступательной операции. Для осуществления этой задачи привлекались силы Амурской флотилии (командующий контр-адмирал Н. В. Антонов) и катера 70-го пограничного отряда в тесном взаимодействии с армейскими частями.
В отряд высадки десанта были выделены 7 бронекатеров и канонерская лодка. Артиллерийскую поддержку обеспечивали 2 монитора.

## Высадка десанта
В первый день советского наступления, утром 9 августа 1945 года 2-я бригада речных кораблей (командир — капитан 1 ранга Л. Б. Танкевич) Амурской флотилии при артиллерийской поддержке мониторов, бронекатеров, установленных на катерах реактивных миномётов и под прикрытием истребителей Як-9 высадила в районе узла сопротивления Фуюань батальон 630-го стрелкового полка 388-й стрелковой дивизии. Высадка проводилась при сильном противодействии врага, который открыл орудийный и пулемётный огонь из дзотов.
Первые бронекатера на полном ходу подошли к пристани Фуюаня и высадили десантников прямо на причал. За ними к пристани подошла канонерская лодка «Пролетарий» (командир — старший лейтенант И. А. Сорнев), которая под мощным обстрелом сама вела непрерывный артиллерийский огонь по японским укреплениям и высадила 274 десантника. В число десанта был включен и сводный отряд моряков флотилии.
Бой в городе и его окрестностях носил исключительно упорный и ожесточенный характер. Так, выдающийся подвиг совершил участник десанта старшина 1-й статьи Н. Н. Голубков, ценой жизни уничтоживший японский пулемётный дзот и обеспечивший успешную атаку подразделения. Мощная артиллерийская поддержка кораблей и непрерывная авиационная поддержка позволила десантникам захватить или уничтожить основные японские укрепления.

## Итог операции
В результате решительных действий кораблей и десантников к 16:00 9 августа Фуюань был полностью освобождён. В бою было уничтожено 70 японских солдат, 102 ранено и 150 взяты в плен. Захвачены значительные трофеи, в том числе 5 складов и 1 сторожевой катер. На южный берег Амура началась переправа войск 15-й армии. Перед советскими войсками и кораблями открылся путь вверх по реке Сунгари вглубь территории Маньчжурии.
Советские потери составили 27 человек убитыми (это количество отображено на памятной табличке в парке Сишань в Фуюане) и 51 ранеными.
За подвиги при освобождении Фуюаня звание Героев Советского Союза присвоено старшему лейтенанту И. А. Сорневу, командиру стрелкового взвода лейтенанту С. С. Шахматову, посмертно — старшине 1-й статьи Н. Н. Голубкову, на месте гибели которого китайским населением города установлен памятник. Канонерская лодка «Пролетарий» получила гвардейский военно-морской флаг.